# Dalmatovo
Dalmatovo (en russe : Далматово) est une ville de l'oblast de Kourgan, en Russie, et le centre administratif du raïon de Dalmatovo. Sa population s'élevait à 13 240 habitants en 2015.

## Géographie
Dalmatovo est arrosée par la rivière Isset, un affluent de la Tobol (bassin de l'Ob), et se trouve à 49 km au nord-ouest de Chadrinsk, à 177 km au nord-ouest de Kourgan et à 1 567 km à l'est de Moscou.

## Histoire
Dalmatovo a été fondé en 1644 comme un sloboda près du monastère de l'Assomption Dalmat, fondé par un moine nommé Dalmat, à l'origine du nom de la ville. Plus tard, ce sloboda devint la localité de Dalmatovskoïe (Далма ́товское). Dalmatovo est connu pour avoir été l'un des premiers centres de l'orthodoxie, de l'alphabétisation et de la culture russe dans la région transouralienne au début du XVIIIe siècle. Dalmatovo a aussi été un lieu d'exil pour certains vieux-croyants. En 1781, le statut de ville fut une première fois octroyé à Dalmatovo, qui fut rétrogradée au rang de village en 1797. Au XIXe siècle, Dalmatovo était connu comme un centre majeur de la culture du concombre et du houblon. En 1945, le village de Dalmatovo fut élevé au statut de commune urbaine, puis en 1947 Dalmatovo retrouva le statut de ville.

## Population
Recensements (*) ou estimations de la population
| 1856  | 1897* | 1939* | 1959*  | 1970*  | 1979*  | 1989*  |
| ----- | ----- | ----- | ------ | ------ | ------ | ------ |
| 4 600 | 564   | 7 700 | 11 011 | 12 583 | 15 325 | 17 494 |

| 2002*  | 2010*  | 2012   | 2013   | 2014   | 2015   | 2016 |
| ------ | ------ | ------ | ------ | ------ | ------ | ---- |
| 14 972 | 13 911 | 13 817 | 13 580 | 13 480 | 13 240 | -    |